# TWR Replicas

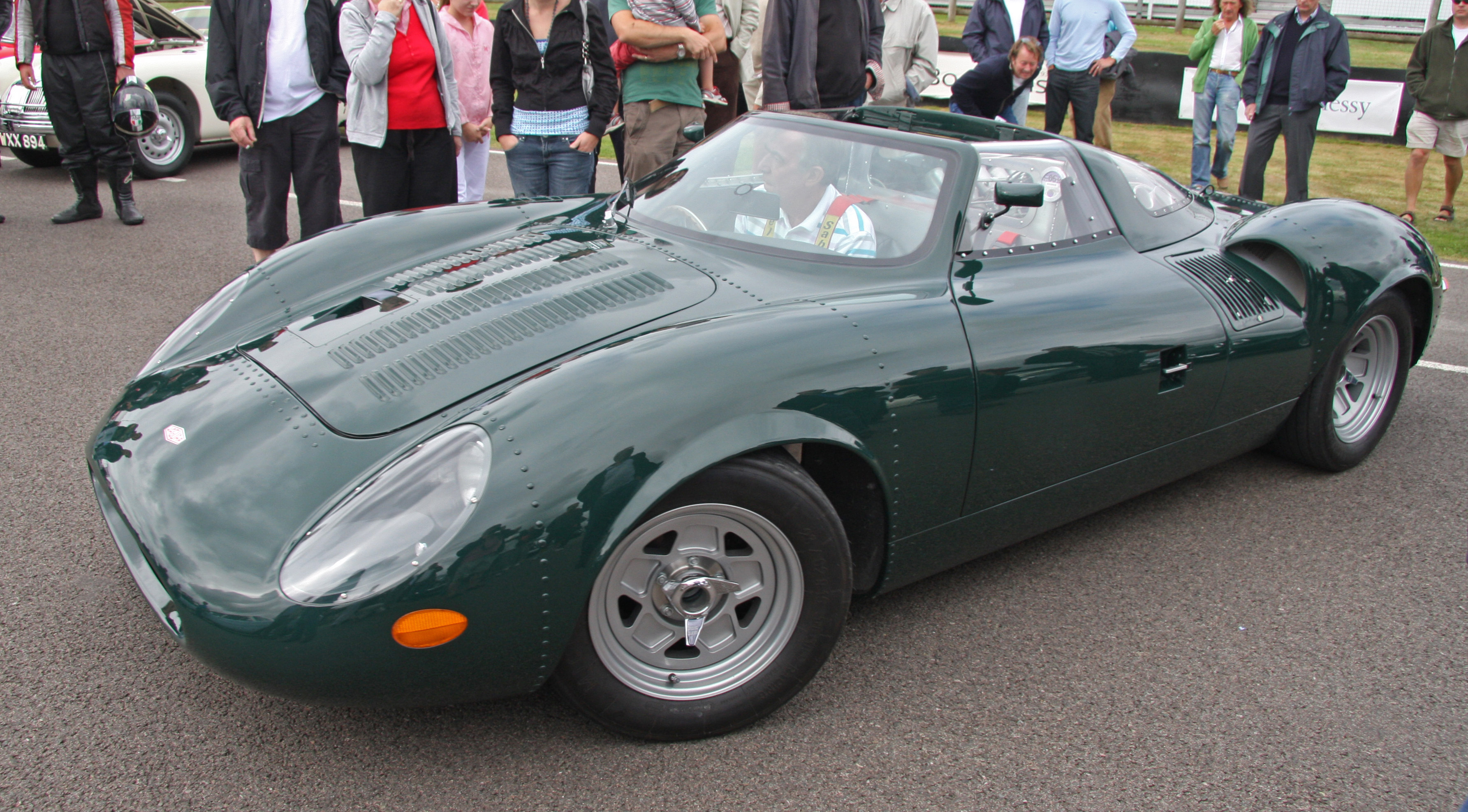
XJ 13

TWR Replicas ist ein britischer Hersteller von Automobilen. TWR steht für Trevor Williams Racing. Es besteht keine Verbindung zu Tom Walkinshaw Racing.

## Unternehmensgeschichte
Das Unternehmen aus Baughurst in der Grafschaft Hampshire unter Leitung von Trevor Williams begann 2010 mit dem Import und 2011 mit der Produktion von Automobilen und Kits. Der Markenname lautet TWRR.

## Fahrzeuge
Der LM 220 C ist die Nachbildung des Jaguar XJ 220. Verschiedene aufgeladene V8- und V12-Motoren von Jaguar Cars treiben die Fahrzeuge an.
Der LM GT 40 BE ist ein Import von Bailey Edwards Cars aus Südafrika und die Nachbildung des Ford GT 40.
Der LM 917 BE stammt ebenfalls von Bailey Edward und ähnelt dem Porsche 917.
Der LM SCF XJ 13, der dem Jaguar XJ 13 nachempfunden ist, wird von Sports Car Factory aus den USA importiert.
Außerdem nennt das Unternehmen noch Nachbildungen von Jaguar C-Type, Jaguar D-Type und Jaguar XK-SS.